# (34486) 2000 ST131
2000 ST131 (asteroide 34486) é um asteroide da cintura principal. Possui uma excentricidade de 0.26338610 e uma inclinação de 20.97929º.
Este asteroide foi descoberto no dia 22 de setembro de 2000 por LINEAR em Socorro.